# 若き獅子たち (西城秀樹の曲)
「若き獅子たち」（わかきししたち）は、西城秀樹の18枚目のシングル。1976年9月5日にRCAから発売された。

## 解説
前作「ジャガー」に続き、作詞は阿久悠、作曲は三木たかしである。「清々しさを歌って大人への旅立ちを試みた」壮大な作品となっている。
オリコンでは最高位4位（100位内21週）、23.0万枚のセールスとなった。
第18回日本レコード大賞では「ちぎれた愛」（1973年）、「傷だらけのローラ」（1974年）に続いて、3回目となる歌唱賞を受賞した。
歌謡ポップスチャンネルの「ファンが選んだベスト20」では第2位に選出された。

## 収録曲
（全作詞：阿久悠／作曲・編曲：三木たかし）
1. 若き獅子たち（4分46秒）
2. 我が青春のフィナーレ（3分15秒）

## この頃のできごと
- 1976年10月19日 - ニュー・ラテン・クォーターにてファースト・ディナーショーを開催する。
- 1976年11月3日 - 第2回となる日本武道館でのリサイタル「ヒデキ・イン・武道館」を開催した。

## 「若き獅子たち」のカバー
- 松崎しげる - 『君の唇に色あせぬ言葉を〜阿久悠作詞集 1978』に収録、1978年
- 野口五郎 - 『GORO Prize Years, Prize Songs ~五郎と生きた昭和の歌たち~』に収録、2010年
- はやぶさ - 「超天フィーバー!」にC/Wとして収録、2019年

## 収録アルバム
- 『若き獅子たち』